# Rui Patrício
Rui Pedro dos Santos Patrício (sinh ngày 15 tháng 2 năm 1988) là một cầu thủ bóng đá chuyên nghiệp người Bồ Đào Nha hiện đang thi đấu ở vị trí thủ môn cho câu lạc bộ Serie A Atalanta và đội tuyển bóng đá quốc gia Bồ Đào Nha.
Là một sản phẩm của lò đào tạo trẻ của Sporting CP, Patricio có trận ra mắt đội một ở tuổi 18 và tiếp tục ra sân trong 467 trận đấu chính thức. Anh giành được 5 danh hiệu trong suốt 12 năm cống hiện cho câu lạc bộ, bao gồm cả 2 cúp quốc gia Bồ Đào Nha, trước khi chuyển đến Anh khoác áo Wolverhampton Wanderers vào năm 2018.
Patrício có lần đầu tiên khoác áo tuyển Bồ Đào Nha vào năm 2010, sau khi Paulo Bento được bổ nhiệm làm huấn luyện viên trưởng. Anh đại diện cho quốc gia tham dự ba kỳ World Cup và năm kỳ Euro. Trong màu áo đội tuyển, Patrício đã vô địch Euro 2016 và Nations League 2019.

## Sự nghiệp câu lạc bộ
Patricio đã chơi vị trí tiền đạo khi còn trẻ. Người ta cho rằng, một người tuyển mộ cầu thủ của Sporting Clube de Portugal đã ở trong khu vực và thấy cấu bé làm bàn và đã rất ấn tượng và đã chọn cậu bé vào học viện thể thao thanh thiếu niên. Anh xuất hiện lần đầu vào ngày 19 tháng 11 năm 2006, trong một trận thắng 1-0 trước CS Marítimo ở vòng thứ 10; là cầu thủ thay thế cho lựa chọn số một câu lạc bộ và của quốc gia Ricardo, anh đã thành công trong một quả phạt đền 15 phút trước khi kết thúc trận đấu.

## Thống kê sự nghiệp

### Câu lạc bộ
Tính đến 23 tháng 5 năm 2021
| Câu lạc bộ              | Mùa giải            | Giải đấu            | Giải đấu | Giải đấu | Cúp quốc gia | Cúp quốc gia | Cúp liên đoàn | Cúp liên đoàn | Châu Âu | Châu Âu | Khác | Khác | Tổng cộng | Tổng cộng |
| Câu lạc bộ              | Mùa giải            | Giải đấu            | Trận     | Bàn      | Trận         | Bàn          | Trận          | Bàn           | Trận    | Bàn     | Trận | Bàn  | Trận      | Bàn       |
| ----------------------- | ------------------- | ------------------- | -------- | -------- | ------------ | ------------ | ------------- | ------------- | ------- | ------- | ---- | ---- | --------- | --------- |
| Sporting                | 2006–07             | Primeira Liga       | 1        | 0        | 0            | 0            | —             | —             | 0       | 0       | —    | —    | 1         | 0         |
| Sporting                | 2007–08             | Primeira Liga       | 20       | 0        | 5            | 0            | 3             | 0             | 8       | 0       | 0    | 0    | 36        | 0         |
| Sporting                | 2008–09             | Primeira Liga       | 26       | 0        | 1            | 0            | 0             | 0             | 6       | 0       | 1    | 0    | 34        | 0         |
| Sporting                | 2009–10             | Primeira Liga       | 30       | 0        | 2            | 0            | 4             | 0             | 14      | 0       | —    | —    | 50        | 0         |
| Sporting                | 2010–11             | Primeira Liga       | 30       | 0        | 2            | 0            | 3             | 0             | 8       | 0       | —    | —    | 43        | 0         |
| Sporting                | 2011–12             | Primeira Liga       | 28       | 0        | 6            | 0            | 0             | 0             | 13      | 0       | —    | —    | 47        | 0         |
| Sporting                | 2012–13             | Primeira Liga       | 33       | 0        | 4            | 0            | 0             | 0             | 8       | 0       | —    | —    | 45        | 0         |
| Sporting                | 2013–14             | Primeira Liga       | 30       | 0        | 1            | 0            | 0             | 0             | —       | —       | —    | —    | 31        | 0         |
| Sporting                | 2014–15             | Primeira Liga       | 33       | 0        | 4            | 0            | 0             | 0             | 8       | 0       | —    | —    | 45        | 0         |
| Sporting                | 2015–16             | Primeira Liga       | 34       | 0        | 2            | 0            | 0             | 0             | 9       | 0       | 1    | 0    | 46        | 0         |
| Sporting                | 2016–17             | Primeira Liga       | 31       | 0        | 1            | 0            | 0             | 0             | 6       | 0       | —    | —    | 38        | 0         |
| Sporting                | 2017–18             | Primeira Liga       | 34       | 0        | 5            | 0            | 3             | 0             | 14      | 0       | —    | —    | 56        | 0         |
| Sporting                | Tổng cộng           | Tổng cộng           | 327      | 0        | 31           | 0            | 14            | 0             | 93      | 0       | 2    | 0    | 467       | 0         |
| Wolverhampton Wanderers | 2018–19             | Premier League      | 37       | 0        | 0            | 0            | 0             | 0             | —       | —       | —    | —    | 37        | 0         |
| Wolverhampton Wanderers | 2019–20             | Premier League      | 38       | 0        | 0            | 0            | 0             | 0             | 15      | 0       | —    | —    | 53        | 0         |
| Wolverhampton Wanderers | 2020–21             | Premier League      | 37       | 0        | 0            | 0            | 0             | 0             | —       | —       | —    | —    | 37        | 0         |
| Wolverhampton Wanderers | Tổng cộng           | Tổng cộng           | 112      | 0        | 0            | 0            | 0             | 0             | 15      | 0       | —    | —    | 127       | 0         |
| Roma                    | 2021–22             | Serie A             | 8        | 0        | 0            | 0            | —             | —             | 4       | 0       | —    | —    | 12        | 0         |
| Tổng cộng sự nghiệp     | Tổng cộng sự nghiệp | Tổng cộng sự nghiệp | 447      | 0        | 31           | 0            | 14            | 0             | 112     | 0       | 2    | 0    | 606       | 0         |

### Quốc tế
Tính đến 26 tháng 3 năm 2024
| Đội tuyển quốc gia | Năm       | Trận | Bàn |
| ------------------ | --------- | ---- | --- |
| Bồ Đào Nha         | 2010      | 1    | 0   |
| Bồ Đào Nha         | 2011      | 8    | 0   |
| Bồ Đào Nha         | 2012      | 11   | 0   |
| Bồ Đào Nha         | 2013      | 9    | 0   |
| Bồ Đào Nha         | 2014      | 6    | 0   |
| Bồ Đào Nha         | 2015      | 7    | 0   |
| Bồ Đào Nha         | 2016      | 14   | 0   |
| Bồ Đào Nha         | 2017      | 12   | 0   |
| Bồ Đào Nha         | 2018      | 9    | 0   |
| Bồ Đào Nha         | 2019      | 10   | 0   |
| Bồ Đào Nha         | 2020      | 5    | 0   |
| Bồ Đào Nha         | 2021      | 10   | 0   |
| Bồ Đào Nha         | 2022      | 3    | 0   |
| Bồ Đào Nha         | 2023      | 2    | 0   |
| Bồ Đào Nha         | 2024      | 1    | 0   |
| Tổng cộng          | Tổng cộng | 108  | 0   |

## Danh hiệu

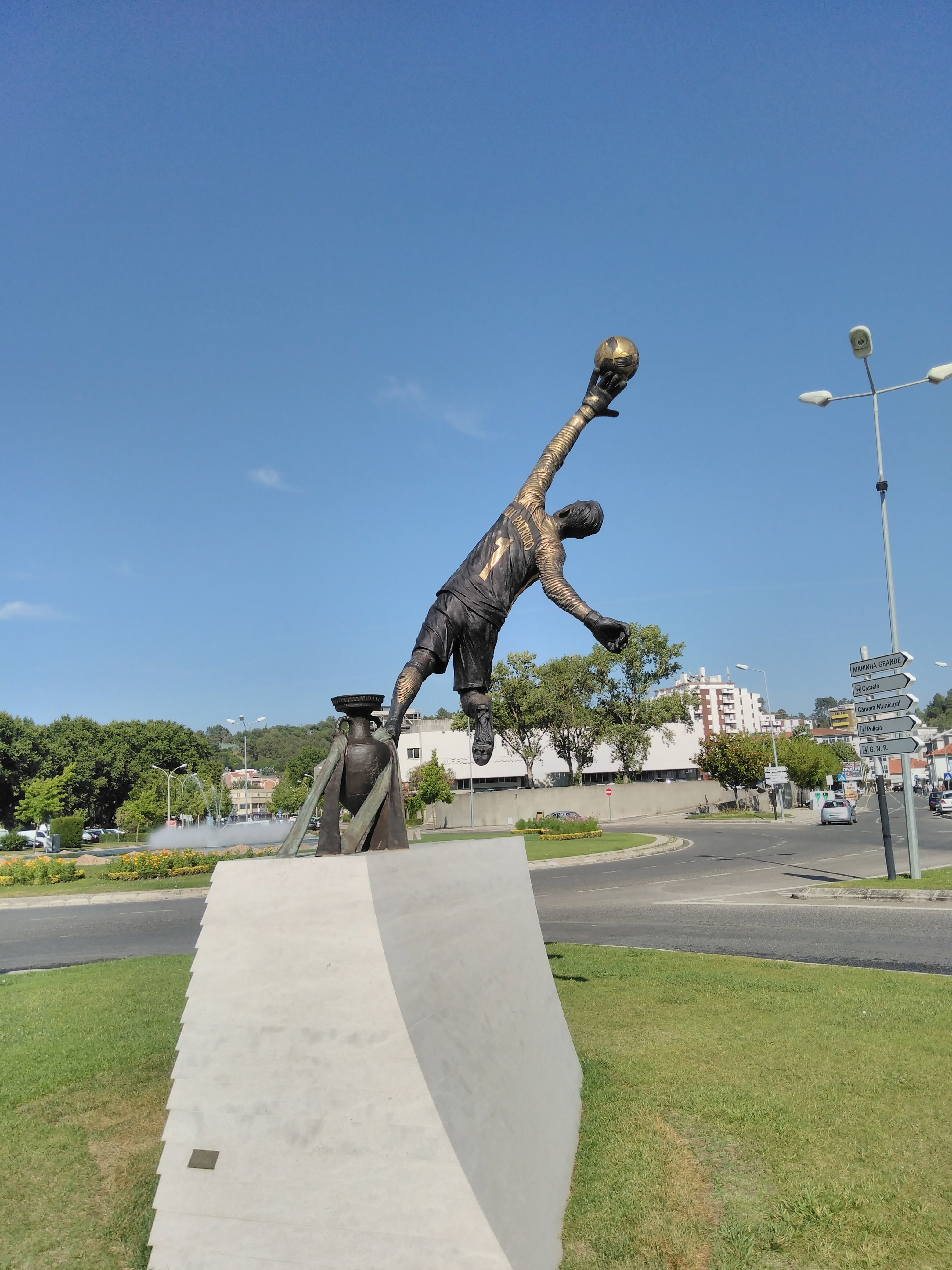
Bức tượng của Patrício được dựng tại Leiria mô tả pha cứu thua của anh trong trận chung kết Euro 2016.

### Câu lạc bộ
Sporting
- Taça da Liga: 2017–18
- Taça de Portugal: 2007–08, 2014–15
- Supertaça Cândido de Oliveira: 2008, 2015

AS Roma
- UEFA Europa Conference League: 2021–22

### Quốc tế
Bồ Đào Nha
- UEFA European Championship: 2016[11]
- UEFA Nations League: 2019[12]

### Cá nhân
- SJPF Cầu thủ xuất sắc nhất tháng: 4/2011
- SJPF Cầu thủ trẻ của tháng: 1/2008, 4/2009, 11/2010, 3/2011, 4/2011
- LPFP Primeira Liga Thủ môn xuất sắc nhất năm: 2011–12, 2015–16
- Cầu thủ Sporting CP xuất sắc nhất mùa giải: 2011, 2012
- Đội hình tiêu biểu Vòng chung kết Euro: 2016[13]
- Đội hình tiêu biểu UEFA Europa League: 2017–18[14]

### Giải thưởng khác
- Commander of the Order of Merit[15]